# Districten van de Seychellen
De eilandengroep de Seychellen is ingedeeld in 26 districten. 25 van deze districten zijn deelgebieden van de centrale eilandengroep. De vijf andere groepen - collectief de buitenste eilandengroep - vormen samen een district.

## Districten

### Victoria-stad
- Bel Air
- La Riviere Anglaise
- Les Mamelles
- Mont Buxton
- Mont Fleuri
- Plaisance
- Roche Caiman
- Saint Louis

### Praslin
- Baie Sainte Anne
- Grand' Anse

### La Digue e.a.
- La Digue en Binnenste Eilanden

### Buitenste eilanden
- Buitenste eilanden

### Landelijk-Mahé
- Anse aux Pins
- Anse Boileau
- Anse Etoile
- Au Cap
- Anse Royale
- Baie Lazare
- Beau Vallon
- Bel Ombre
- Cascade
- Glacis
- Grand' Anse
- Pointe La Rue
- Port Glaud
- Takamaka